# René Strien
René Strien (* 3. April 1953 in Solingen) ist ein deutscher Verleger, Übersetzer und Herausgeber.

## Werdegang
René Strien studierte nach dem Abitur am Gymnasium Schwertstraße in Solingen zunächst vier Semester Jura und danach Germanistik und Romanistik an den Universitäten in Köln und Madrid. Das Studium schloss er 1981 mit Auszeichnung ab. 1982 folgte ein Forschungsstipendium an der Universität Madrid. Von 1984 bis 1988 war er wissenschaftlicher Mitarbeiter des Akademischen Auslandsamtes der Universität Köln (zuständig für internationale Austauschprogramme) und zugleich Lehrbeauftragter am Hispanistischen Institut der Universität Köln und an der Fachhochschule Gummersbach.
Von 1989 bis 1993 arbeitete René Strien als Lektor und Herausgeber im Lübbe Verlag.
1994 wurde er zunächst Programmchef und Geschäftsführer von Rütten & Loening in Berlin, ab 1998 für den gesamten Aufbau-Verlag, von 2008 bis 2014 war er verlegerischer Geschäftsführer des neu firmierten Aufbau Verlages. René Strien kam zunächst zu Rütten & Loening, um das Unterhaltungsprogramm neu aufzubauen, was mit Bestsellern wie „Die Päpstin“ von Donna W. Cross gelang, einem Buch, das allein 129 Wochen am Stück auf Platz 1 der Taschenbuch-Bestsellerliste stand und sich insgesamt über 6 Millionen Mal verkaufte. Strien hatte das Manuskript bei einer Agentur in Zürich entdeckt und die Rechte für einen geringen Betrag erworben, weil er von dem kommerziellen Erfolg für den von ihm neu positionierten Verlag Rütten & Loening überzeugt war. Ein Schwerpunkt seiner verlegerischen Tätigkeit bei Aufbau galt sodann den modernen Klassikern. Zu den erfolgreichen Erst- und Neuausgaben zählen die rekonstruierten Urfassungen von Brigitte Reimanns „Franziska Linkerhand“ (1998), Werner Bräunigs „Rummelplatz“ (2007) und Hans Falladas „Jeder stirbt für sich allein“ (2011): Falladas letzter Roman stand in seiner ungekürzten Urfassung insgesamt 46 Wochen auf der Spiegel-Bestsellerliste, führte zu einer Neubewertung des Autors in Deutschland und der Welt und setzte eine ganze Welle von Wiederentdeckungen auf dem deutschen Markt in Gang. Unter Striens Leitung etablierte Aufbau zudem ein starkes Sachbuchprogramm mit Bestellern wie Brigitte Reimanns Tagebüchern, Victor Klemperers Tagebüchern „Ich will Zeugnis ablegen bis zum Letzten“ (1995) oder später Stefan Lukschys Loriot-Porträt „Der Glückliche schlägt keine Hunde“ (2013). Außerdem holte er 2013 mit dem Verlag Blumenbar ein Imprint für junge deutsche Literatur zu Aufbau, wo im ersten Programm u. a. Monika Zeiners Debütroman „Die Ordnung der Sterne über Como“ erschien, der im gleichen Jahr auf der Shortlist für den Deutschen Buchpreis stand.
2008 bis 2016 war René Strien Mitglied der Akademie Deutscher Buchpreis und von 2012 bis 2016 Vorsitzender der AG Publikumsverlage im Börsenverein des Deutschen Buchhandels.
René Strien ist seit 1981 literarischer Übersetzer aus dem Spanischen, Englischen und Französischen (u. a. für Suhrkamp, Kiepenheuer & Witsch, Fischer).
Seit 2018 ist er Geschäftsführer des Verlags OKAPI.

## Mitgliedschaften
- 2008–2014: Mitglied der Akademie Deutscher Buchpreis[1]
- 2012–2016: Vorsitzender der AG Publikumsverlage im Börsenverein des Deutschen Buchhandels[2]

## Gastdozenturen
Seit 2012 nimmt René Strien eine Gastdozentur an der Universidad de Havanna wahr.

## Übersetzungen
- Adolfo Bioy Casares: Liebesgeschichten. Übersetzt von René Strien. Suhrkamp, Frankfurt am Main 1987, ISBN 3-518-02675-5.
- Der rote Mond. Phantastische Erzählungen vom Río de la Plata. Mit einem Vorw. von Adolfo Bioy Casares. Hrsg. von Michi Strausfeld. Übersetzt von René Strien und anderen. Suhrkamp, Frankfurt am Main 1988, ISBN 3-518-38036-2.
- Julio Cortázar: Die Gewinner. Übersetzt von Christa Wegen, überarbeitete Übersetzung von René Strien. Suhrkamp, Frankfurt am Main 1988, ISBN 3-518-02294-6.
- Silvina Ocampo: Die Furie und andere Geschichten. Übers. und mit einem Nachwort von René Strien. Suhrkamp, Frankfurt am Main 1992, ISBN 3-518-22051-9.
- Stephen King: Die Offenbarungen der Becka Paulson. Übersetzt von René Strien. Bastei-Lübbe, Köln 1992.
- Adolfo Bioy Casares: Morels Erfindung. Übersetzt von Gisbert Haefs, mit einem Nachwort von René Strien. Suhrkamp, Frankfurt am Main 2003, ISBN 3-518-41426-7.
- Ein Schiff aus Wasser. Hg. von Felipe Bodo und Ricardo Bada. Kiepenheuer & Witsch, Köln 1981 (mit Übersetzungen von René Strien).
- Der Frauenheld. Hg. von Michi Strausfeld. Suhrkamp, Frankfurt am Main 1986 (Übersetzung der Erzählungen von Adolfo Bioy Casares). ISBN 978-3-518-37796-3.
- Menschenlabyrinth. Die besten mexikanischen Erzählungen. Hg. von Gustavo Sainz. Büchergilde Gutenberg, Frankfurt am Main 1992, ISBN 3-7632-4069-1. (Übersetzung der Erzählungen von Sergio Pitol).
- Juan Carlos Onetti: Willkommen Bob. Gesammelte Erzählungen. Suhrkamp, Frankfurt am Main 1999, ISBN 3-518-41079-2. (einzelne Übersetzungen von René Strien).